# Денні Гренджер
Денні Гренджер (молодший) (англ. Danny Granger Jr., нар. 20 квітня 1983, Новий Орлеан, Луїзіана, США) — американський професійний баскетболіст, що грав на позиції легкого форварда за декілька команд НБА. Гравець національної збірної США.

## Ігрова кар'єра

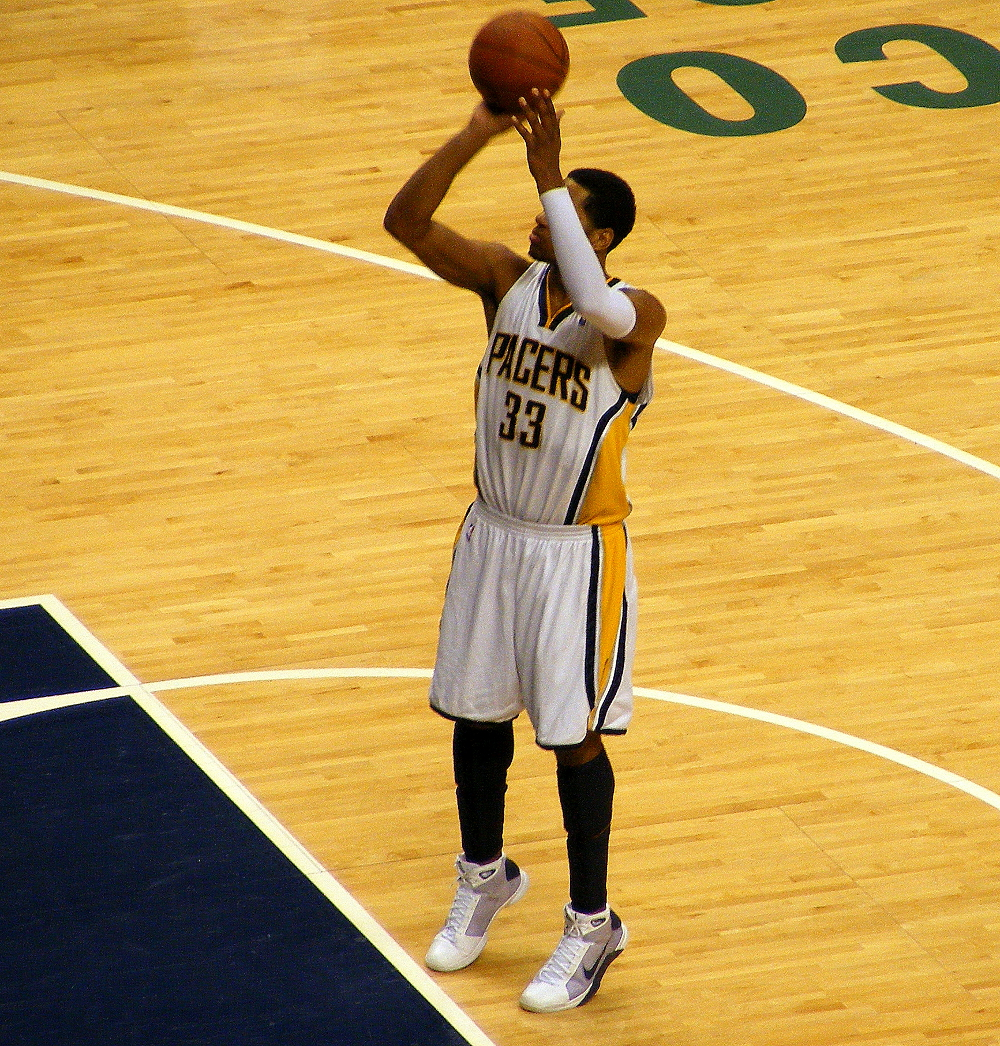
Гренджер виконує штрафний кидок, грудень 2008

На університетському рівні грав за команду Бредлі (2001–2003) та Нью-Мексико (2003–2005). 
2005 року був обраний у першому раунді драфту НБА під загальним 17-м номером командою «Індіана Пейсерз». Професійну кар'єру розпочав 2005 року виступами за тих же «Індіана Пейсерз», захищав кольори команди з Індіани протягом наступних 9 сезонів. За підсумками дебютного сезону був включений до другої збірної новачків. Також взяв участь у матчі новачків під час зіркового вікенду.
Взимку 2008 року встановив рекорд клубу, влучивши 65 штрафних кидків поспіль. За підсумками сезону 2008—2009 отримав нагороду Найбільш прогресуючого гравця НБА. У лютому 2009 року зіграв на матчі всіх зірок НБА.
2010 року завоював золото чемпіонату світу в складі збірної США.
У 2012—2014 роках через постійні травми зіграв лише в 34 матчах.
20 лютого 2014 року разом з другим піком драфту 2015 був обміняний до «Філадельфії» на Евана Тернера та Лавоя Аллена. Сіксерс викупили його контракт через тиждень, тому він отримав змогу підписати контракт з іншим клубом. Що він і зробив 28 лютого, перейшовши до «Лос-Анджелес Кліпперс». Відігравши залишок сезону, підписав контракт з «Маямі».
19 лютого 2015 року був обміняний до «Фінікс Санз», а 9 липня до «Детройта», за які не відіграв жодного матчу через травми.

## Статистика виступів в НБА

### Регулярний сезон
| Сезон              | Команда                 | GP  | GS  | MPG  | FG%   | 3P%  | FT%  | RPG | APG | SPG | BPG | PPG  |
| ------------------ | ----------------------- | --- | --- | ---- | ----- | ---- | ---- | --- | --- | --- | --- | ---- |
| 2005–06            | «Індіана Пейсерз»       | 78  | 17  | 22.6 | .462  | .323 | .777 | 4.9 | 1.2 | .7  | .8  | 7.5  |
| 2006–07            | «Індіана Пейсерз»       | 82  | 57  | 34.0 | .459  | .382 | .803 | 4.6 | 1.4 | .8  | .7  | 13.9 |
| 2007–08            | «Індіана Пейсерз»       | 80  | 80  | 36.0 | .446  | .404 | .852 | 6.1 | 2.1 | 1.2 | 1.1 | 19.6 |
| 2008–09            | «Індіана Пейсерз»       | 67  | 66  | 36.2 | .447  | .404 | .878 | 5.1 | 2.7 | 1.0 | 1.4 | 25.8 |
| 2009–10            | «Індіана Пейсерз»       | 62  | 62  | 36.7 | .428  | .361 | .848 | 5.5 | 2.8 | 1.5 | .8  | 24.1 |
| 2010–11            | «Індіана Пейсерз»       | 79  | 79  | 35.0 | .425  | .386 | .848 | 5.4 | 2.6 | 1.1 | .8  | 20.5 |
| 2011–12            | «Індіана Пейсерз»       | 62  | 62  | 33.3 | .416  | .381 | .873 | 5.0 | 1.8 | 1.0 | .6  | 18.7 |
| 2012–13            | «Індіана Пейсерз»       | 5   | 0   | 14.8 | .286  | .200 | .625 | 1.8 | .6  | .4  | .2  | 5.4  |
| 2013–14            | «Індіана Пейсерз»       | 29  | 2   | 22.5 | .359  | .330 | .962 | 3.6 | 1.1 | .3  | .4  | 8.3  |
| 2013–14            | «Лос-Анджелес Кліпперс» | 12  | 0   | 16.2 | .429  | .353 | .857 | 2.3 | .7  | .3  | .3  | 8.0  |
| 2014–15            | «Маямі Гіт»             | 30  | 6   | 20.4 | .401  | .357 | .757 | 2.7 | .6  | .4  | .2  | 6.3  |
| Усього за кар'єру  | Усього за кар'єру       | 586 | 431 | 31.5 | .434  | .380 | .848 | 4.9 | 1.9 | 1.0 | .8  | 16.8 |
| В іграх усіх зірок | В іграх усіх зірок      | 1   | 0   | 11.0 | 1.000 | .000 | .000 | 1.0 | .0  | 2.0 | .0  | 2.0  |

### Плей-оф
| Сезон             | Команда                 | GP | GS | MPG  | FG%  | 3P%  | FT%   | RPG | APG | SPG | BPG | PPG  |
| ----------------- | ----------------------- | -- | -- | ---- | ---- | ---- | ----- | --- | --- | --- | --- | ---- |
| 2006              | «Індіана Пейсерз»       | 6  | 3  | 27.0 | .529 | .563 | 1.000 | 5.2 | 1.7 | .7  | 1.2 | 8.2  |
| 2011              | «Індіана Пейсерз»       | 5  | 5  | 36.6 | .478 | .348 | .875  | 5.6 | 3.2 | 1.2 | .2  | 21.6 |
| 2012              | «Індіана Пейсерз»       | 11 | 11 | 38.2 | .397 | .356 | .821  | 5.6 | 2.5 | .5  | .4  | 17.0 |
| 2014              | «Лос-Анджелес Кліпперс» | 13 | 0  | 10.3 | .275 | .227 | .778  | 1.5 | .2  | .5  | .1  | 2.6  |
| Усього за кар'єру | Усього за кар'єру       | 35 | 19 | 25.7 | .417 | .358 | .842  | 4.0 | 1.6 | .6  | .4  | 10.8 |

## Особисте життя
Виріс у сім'ї свідків Єгови. Має брата Скотті, який є музикантом. Гренджер — внучатий племінник «королеви госпелу» Махалії Джексон.
Одружений, виховує трьох дітей.
Після завершення спортивної кар'єри заснував інвестиційну компанію з нерухомості.